# USS Courtney (DE-1021)
El USS Courtney (DE-1021) fue un destructor de escolta clase Dealey de la Armada de los Estados Unidos construido a mediados de la década de 1950.

## Construcción y características
Su quilla se puso el 2 de septiembre de 1954 en el Defoe Shipbuilding Company, en Bay City, Míchigan. Su casco fue botado el 2 de noviembre de 1955 con el nombre de USS Courtney, en honor al teniente segundo Henry Alexius Courtney Jr., quien falleciera en combate durante la Segunda Guerra Mundial. El buque fue incorporado por la Armada de los Estados Unidos el 24 de septiembre de 1956, al mando del capitán de corbeta Carl W. Coe.
El buque desplazaba 1314 t con carga ligera y 1877 t con carga plena. Tenía una eslora de 93,9 m, una manga de 11,2 m y un calado de 3,6 m.
Su sistema de propulsión se constituía por una turbina, dos calderas y una hélice. Con una potencia de 20 000 shp, podía alcanzar una velocidad de 27 nudos.
En cuanto al armamento, tenía cuatro cañones de calibre 76 mm, un sistema Squid y seis tubos lanzatorpedos Mark 32 de calibre 324 mm.

## Servicio
Asignado a la Flota del Atlántico, el Courtney se unió al Escort Squadron 10 en Newport, Rhode Island, el 26 de abril de 1957, y operó desde ese puerto ejerciendo técnicas de escolta de convoyes y guerra antisubmarina en las Indias Occidentales Británicas hasta el 3 de septiembre. Llegó a Milford Haven, Gales, el 14 de septiembre para maniobrar con barcos de otras armadas de la OTAN en el mar de Irlanda, visitando Plymouth, Inglaterra y Brest, Francia, antes de regresar a Newport el 21 de octubre de 1957 para reanudar operaciones locales. Participó en ejercicios hunter-killer frente a Carolina del Norte y en prácticas de convoyes por las aguas de Florida.
El Courtney arribó a Newport el 1 de abril de 1958 y viajó a Reykjavik, Islandia, de camino a Bodø, Noruega, para realizar ejercicios con barcos de la Armada de Noruega. Llegó a Amberes, Bélgica y Argentia, Terranova, y regresó a Newport el 14 de mayo. Del 7 de agosto al 30 de septiembre, navegó por el Atlántico con su escuadrón en tareas de escolta y detección de convoyes, visitando Río de Janeiro, Brasil, del 15 al 19 de septiembre. Nuevamente navegando a aguas sudamericanas desde febrero hasta marzo de 1959, hizo escala en puertos de Colombia, Ecuador, Perú y Chile, y se ejercitó con barcos de las armadas colombiana y peruana. Los ejercicios de la OTAN en agosto y septiembre de 1959 encontraron su vocación en Terranova, Irlanda del Norte, Inglaterra y Portugal. Durante la primera mitad de 1960, navegó a lo largo de la costa este en una variedad de ejercicios, incluida una operación anfibia con marines en la costa de Carolina del Norte.
Desde agosto hasta diciembre de 1960, Courtney participó en el operativo UNITAS, el crucero de entrenamiento antisubmarino combinado de las naciones americanas.
Eliminado del Registro de Buques Navales el 14 de diciembre de 1973, el Courtney fue puesto en venta el 18 de junio de 1974 y vendido a Union Minerals & Alloys Corp. de Nueva York el 1 de julio de 1974 para desguace.